# Rompetrol
Rompetrol это румынская компания группы KMG International N.V. (ранее - The Rompetrol Group N.V.) — международная нефтяная компания, 100% акций которой принадлежит казахстанской национальной нефтяной компании «КазМунайГаз». На сегодняшний день группа компаний KMG International осуществляет операции в секторе нефтепереработки, реализации нефтепродуктов, оказания промышленных услуг в 12 странах мира. Основная деятельность компании сосредоточена в регионе Чёрного моря, в частности в Румынии, где компания владеет двумя нефтеперерабатывающими заводами: НПЗ "Petromidia" и НПЗ "Vega". Розничная сеть компании, действующая под брендом «Rompetrol» включает более 1100 топливно-распределительных пунктов в Румынии, Грузии, Болгарии, Молдове, и под брендом Dyneff во Франции и Испании. Компания также проводит разведочные работы, предоставляет промышленные услуги в сфере EPC и обслуживания буровых скважин.

## История
В 1974 году была образована компания Rompetrol S.A. - оператор румынской нефтяной промышленности. 
В 1993 году Rompetrol была приватизирована коллективом компании, и её оборот уменьшился до уровня ниже 6 миллионов долларов США.
В 1998 году Дину Патричиу и группа местных инвесторов приобрели контрольный пакет компании и увеличили её капитал, обеспечив значительный рост оборота.
В 1999 году был завершён стабилизационный процесс, и компания сделала первые шаги по международному развитию. Была создана группа компаний The Rompetrol Group N.V., и группа была зарегистрирована в Нидерландах.
В том же году компания сделала значительное приобретение — нефтеперерабатывающий завод «Вега», расположенный в городе Плоешти, только в течение 9 месяцев с момента приобретения доход завода увеличился в три раза. Сегодня, НПЗ «Вега», обладая столетним опытом в области нефтепереработки превратился из классического нефтеперерабатывающего предприятия, в единственного производителя и поставщика специальной продукции и решений в стране, таких как экологические растворители, битум специального назначения, экологическое топливо для отопления, и пр.специальной продукции.
В 2000 году The Rompetrol Group приобрёл Petros - крупнейший в Румынии оператор по обслуживанию скважин на нефтяных месторождениях. Позже компания Petros была переименована в Rompetrol Well Services S.A., для соответствия единому наименованию группы компаний. Сегодня компания является одной из ведущих компаний на профильном румынском рынке, предлагающей широкий спектр услуг для нефтяных и газовых скважин, включая услуги цементирования, укрепления и контроля пескопроявления, возбуждения притока при испытании скважин, производство канатных работ, а также спуска обсадных колонн. Компания также осуществляет свою деятельность в нескольких странах Восточной Европы и Центральной Азии. Кроме того, RWS контролирует все текущие проекты из своей штаб-квартиры, расположенной в Румынии в г. Плойешть, оказывая техническую поддержку 13 объектам на территории Румынии, Казахстана и Болгарии.

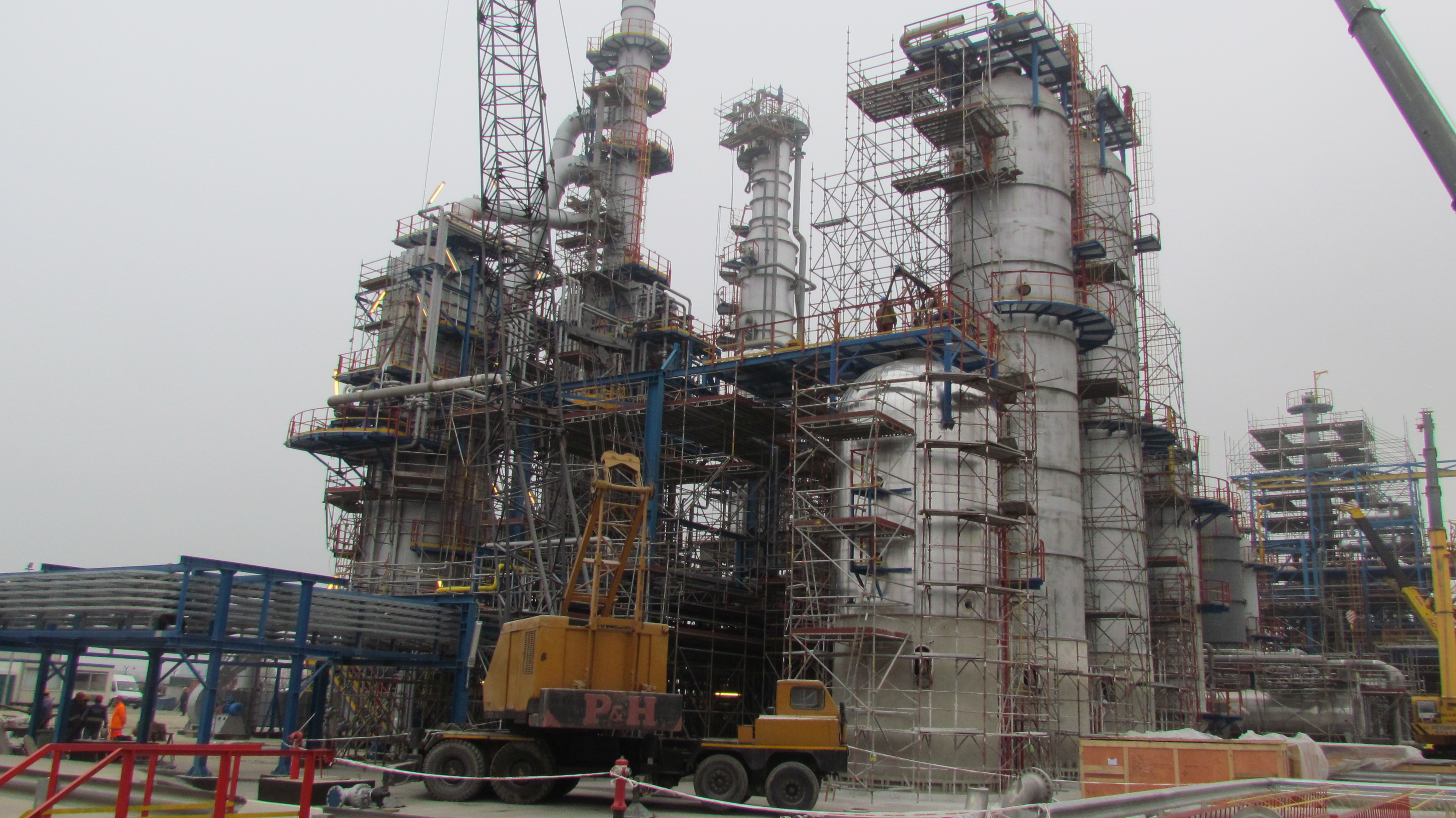
Нефтеперерабатывающий завод «Петромидия»

В 2001 году группа сделала своё главное приобретение - нефтеперерабатывающий завод «Петромидия». В последующем, завод стал частью Rompetrol Rafinare S.A.
В том же году была создана компания Rominserv S.A., которая стала первой в стране инженерно-строительной компанией в нефтегазовой отрасли. Недавним технологическим успехом компании стала программа модернизации НПЗ «Петромидия». Проект, который стартовал в 2007 году и завершился в 2013 году, предназначался для увеличения перерабатывающей мощности завода до 5 миллионов тонн в год, повышения качества продукции до стандарта Евро-5, улучшения уровня безопасности в соответствии природоохранным требованиям и правилам безопасности труда на платформе.
Также, в октябре 2001 года, в связи с принятием группой Европейских стандартов экологической безопасности, была основана компания Ecomaster, ставшая первой в Румынии компанией, предоставляющей экологический сервис.
В 2002 году под управлением созданной компании Rompetrol Petrochemicals на заводе «Петромидия» были возобновлены работы в области нефтехимии. «Ромпетрол Петрокемикалс», входящая в состав Rompetrol Rafinare S.A., является одной из наиболее динамичных и новаторских компаний, занимающихся производством и сбытом олефинов в Румынии. Эта компания является единственным в Румынии производителем полипропилена и полиэтилена, со временем увеличив также и долю на рынке вторичной продукции.
В 2002 году были открыты филиалы в Молдавии (Rompetrol Moldova) и Болгарии (Rompetrol Bulgaria), где к 2013 году, группа владела 59 АЗС + крупным нефтехранилищем в Кишинёве, и 63 АЗC, соответственно.
С 2002 по 2004 гг. австрийская компания OMV Aktiengeselschaft владела 25,1 % акций The Rompetrol Group.
В 2003 году Rompetrol осуществил комплексную программу по расширению сети автозаправочных станций в Румынии. В рамках стратегии компании были унифицированы стандарты качества на всей сети АЗС. Для расширения сети и облегчения распределения топлива Rompetrol создал сеть нефтехранилищ в ряде регионов страны (Арад, Крайова, Шимлеу-Силванией, Зэрнешти, Ватра-Дорней, Констанца, Могошоая).
В 2004 году Rompetrol Rafinare S.A. был включён в листинг Бухарестской фондовой биржи (BVB).
В том же году на заводе начал функционировать Центр контроля и управления (Control Center) — проект по автоматизации процессов, стоимостью 33 миллиона долларов США.
Также в 2004 году была основана дочерняя компания в Швейцарии — KazMunayGas Trading AG (ранее - Vector Energy AG), специализирующаяся на торговле нефтью и нефтепродуктами. Компания «КазМунайГаз Трейдинг АГ» является единственным оператором в поставке сырой нефти для НПЗ «Петромидия», где 90% нефти приходит с месторождений национальной компании «KazMunayGas». Компания также занимается управлением запасами нефтепродуктов на нефтеперерабатывающих и розничных подразделениях, а также рационализацией операций по продаже топлива как компаниям внутри Группы, в Болгарию, Молдову, Грузию, Украину, Францию и Испанию, так и внешним заказчикам в регионе Чёрного моря.
В 2005 году головной офис The Rompetrol Group N.V. в Нидерландах приобрёл 100%-ый пакет акций крупнейшего независимого дистрибьюера нефтепродуктов Франции — Dyneff Group, ведущего операции во Франции и Испании. Сегодня это лидирующая компания в регионе Лангедок-Руссильон, и её последние показатели:
• 2.600.000 м³ нефтепродуктов поставляемых на рынок каждый год;
• 135 АЗС;
• 9 розничных агентств во Франции и 1 в Испании;
• 2 оптовых агентств  - во Франции (Монпелье) и Испании (Херона);
• 3,200 резервуаров для хранения нефтепродуктов на рабочих объектах клиентов;
• 40 пунктов погрузки нефтепродуктов, поставляемых морским или наземным путём, а также с помощью сети нефтепроводов;
• 90 единиц автомобильных цистерн (принадлежащих и арендуемых компанией), сертифицированных по стандарту ISO 9001 и полностью соответствующих стандарту ADR.
В том же году группа начала деятельность в Албании и Грузии и открыла представительство в Москве, которое в последующем было закрыто (2012). Rompetrol Georgia -  координирует в настоящее время торговую сеть из 65 АЗС. Сеть включает в себя Rompetrol АЗС. Помимо торговой сети АЗС, компания осуществляет оптовую деятельность через депо в порту Батуми и Тбилиси. Последний располагает ёмкостью в 9550 тонн.
Компания Rompetrol Ukraine была основана в 2006 году и специализируется главным образом в оптовой и розничной торговой деятельности. Вместе с тем, компания стала одним из крупнейших импортёров нефтепродуктов, поставляемых исключительно с НПЗ «Петромидия», являющимся ближайшим нефтеперерабатывающим предприятием от украинского побережья Чёрного моря. Торговая деятельность осуществляется через херсонский терминал, расположенный на Чёрном море, один терминал, расположенный вблизи г. Измаил, на реке Дунай, а также с помощью трёх нефтебаз, расположенных в Одесской и Винницкой областях.
В 2007 году первые 75% акций The Rompetrol Group были приобретены казахстанской Национальной нефтегазовой компаниейНациональной компанией «КазМунайГаз». Благодаря этой сделке «КазМунайГаз» получил доступ к двум нефтеперерабатывающим заводам и к крупной торговой сети по распространению нефтепродуктов.
Приблизительно в это же время компания The Rompetrol Group начала работу по комплексной модернизации НПЗ "Петромидия", завершённую в 2013 году. По результатам проведённых работ на заводе, НПЗ Петромидия - один самых технологически развитых, современных заводов в регионе, отвечающий Европейским стандартам по безопасности и охране окружающей среды и выпускающий разновидность топлива стандарта Евро-5.
Осенью 2008 года Rompetrol и «КазМунайГаз» открыли морской терминал Media Marine Terminal для сырой нефти в черноморском порту Мидия. Построенный Буй - плавучий морской терминал для разгрузки нефти расположен в 8,7 км от береговой линии Чёрного моря рядом с нефтеперерабатывающим заводом «Петромидия». Терминал может принимать танкеры с сырой нефтью, максимальная грузоподъёмность которых составляет 160 000 тонн, класс Суэцмакс. Максимальный объём транспортировки по проекту составил 24 млн тонн сырой нефти в год. По завершении проекта судна разгружают нефть, используя плавучие системы выгрузки через подводные и наземные трубы, подведённые к парку резервуаров с сырой нефтью и к НПЗ «Петромидия». Проект по сравнению с маршрутом через порт Констанца сократил длину трубопровода между танкером и НПЗ на 33 км, а также уменьшил затраты примерно на 7 долларов США за каждую тонну.
Компания Media Marine Terminal обеспечивает эксплуатацию морского терминала группы, а также Причалов № 1-4 (для транзита нефти) и Причалов № 9-9А, 9Б и 9В (для транзита нефтепродуктов) в порту Мидия. Морской терминал является одним из важнейших проектов развития торговой деятельности Группы. Компания модернизировала и увеличила Причал № 9, добавив 3 новых терминала, 9А, 9Б и 9В, для троекратного увеличения объёма транзита готовой продукции НПЗ, до 350.000 тонн в месяц.
Были также проведены дноуглубительные работы в районе всех 7 причалов Группы «Ромпетрол» в порту Мидия, позволяющие причаливание судов вместимостью более 10.000 тонн дедвейта* и барж валовой вместимостью 2000 тонн. «Мидия Марин Терминал» обеспечивает присутствие компаний АО НК «КазМунайГаз» и «Ромпетрол» в географической дуге, соединяющей страны Каспия (Казахстан, Грузию) и Чёрного моря (Украину, Молдову, Румынию, Болгарию) со странами Западной Европы (Франция и Испания).
В июне 2009 года Национальная компания «КазМунайГаз» завершила приобретение 25 % акций The Rompetrol Group N.V., ранее принадлежавших компании Rompetrol Holding S.А., в результате этой сделки «КазМунайГаз» стал 100%-м владельцем акций TRG.
В 2010 году был создан Корпоративный центр группы - KMG Rompetrol S.R.L. (ранее - The Rompetrol Group Corporate Center SRL), представляющий собой новое лицо управляющей компании группы, созданный с целью визуального выделения принадлежности группы к материнской компании - своему единственному акционеру – АО «НК «КазМунайГаз», одной из крупнейших нефтяных компаний в Евразийскомевроазиатском регионе. Координация всей деятельности группы ведётся посредством Корпоративного центра, расположенного в г. Бухарест, Румыния.
TRG Petrol A.S. - в 2011 году был открыт филиал группы в Турции, с целью расширения своей деятельности и выхода на новые рынки с большим потенциалом. Филиал занимается развитием торговых и оптовых операций, при этом компания также планирует развивать розничный сегмент, в зависимости от рыночных возможностей.
В 2014 году решением Совета директоров группа была переименована в KMG International N.V..The Rompetrol Group меняет название на KazMunayGas International

## Прибыль
В 2017 году, согласно аудированной финансовой отчётности, компания зафиксировала рекордные финансовые и операционные результаты по основным  показателям деятельности за 40 - летнюю историю существования, а также за 10- летний период интеграции в национальную нефтегазовую компанию АО «КазМунайГаз». За отчётный период группа зарегистрировала операционную прибыль в размере 242 млн долларов, а чистая прибыль составила 80 млн долларов,что представляет улучшение с отрицательным результатом в 208 млн долларов в 2012 году.